# Пьотър Врангел
Пьотър Николаевич Врангел е генерал от армията на Руската империя, барон, активен участник в белогвардейското движение и Гражданската война в Русия от 1918-1922 г.
Завършва Ростовското реално училище през 1896 г. и Минния (Горний) институт в Санкт Петербург през 1901 г. Постъпва в армията в конен полк. Произведен в офицер – корнет от гвардията. През 1918 г., след Октомврийската революция, постъпва в белогвардейската Доброволческа армия, където става командир от януари 1919 г. През април 1920 година генерал Деникин подава оставка, и начело на Доброволческата армия застава генерал Пьотр Врангел, останал в историята като „Черния барон“. През месец ноември на същата 1920-та година неговите войски понасят тежко поражение, Червената армия нахлува в Кримския полуостров, а огромна бежанска вълна се отправя към Цариград.
От ноември 1920 г. е в емиграция. Създава Руския общовоински съюз през 1924 г. – движение на белогвардейците зад граница.
Умира в Брюксел, Белгия през 1928 г. Погребан е в Белград, Сърбия.